# Phyllostegia helleri
Phyllostegia helleri är en kransblommig växtart som beskrevs av Earl Edward Sherff. Phyllostegia helleri ingår i släktet Phyllostegia och familjen kransblommiga växter. Inga underarter finns listade i Catalogue of Life.